# Jack Turner (baloncestista de 1939)
John F. "Jack" Turner (Newport, Kentucky, 5 de junio de 1939 - 5 de mayo de 2013) fue un jugador de baloncesto estadounidense que disputó una temporada en la NBA. Con 1,96 metros de estatura, jugaba en la posición de alero.

## Trayectoria deportiva

### Universidad
Jugó durante tres temporadas con los Cardinals de la Universidad de Louisville, en las que promedió 16,9 puntos y 10,7 rebotes por partido. consiguió 1.451 puntos y 919 rebotes, siendo el líder de anotación de su equipo las tres temporadas que allí permaneció. En su última temporada consiguió 669 puntos, que continúa siendo la mejor marca de la historia de la universidad.

### Profesional
Fue elegido en la decimoctava posición del Draft de la NBA de 1961 por Chicago Packers, donde jugó una temporada, en la que promedió 4,8 puntos y 2,0 rebotes por partido, en su único año como profesional.

## Estadísticas de su carrera en la NBA

### Temporada regular
| Temporada | Edad | Equipo          | Liga | P  | TIT | MIN  | TC  | TCA | %TC  | 3P | 3PA | %3P | TL  | TLA | %TL  | R.OF. | R.DEF. | REB | ASIS | ROB | TAP | PER | FP  | PTS |
| 1961-62   | 22   | Chicago Packers | NBA  | 42 |     | 13.5 | 2.0 | 5.3 | .380 |    |     |     | 0.8 | 1.0 | .762 |       |        | 2.0 | 1.0  |     |     |     | 1.2 | 4.8 |
| Total     |      |                 | NBA  | 42 |     | 13.5 | 2.0 | 5.3 | .380 |    |     |     | 0.8 | 1.0 | .762 |       |        | 2.0 | 1.0  |     |     |     | 1.2 | 4.8 |